# Língua urarina
Urarina (ou  Itucali, Shimacu, Simacu)  é uma língua falada em  Loreto, Distrito Urarinas, Peru, nas áreas dos rios Pucayacu, Chambira e Urituyacu pelos nativos Urarinas. 
É uma língua isolada, sem relação perceptível com outras. A ordem das palavras nas frases é rara dentre as línguas do mundo, OVS (Objeto-Verbo-Sujeito).

## Falantes
São somente cerca de 3 mil os falantes conforme Ethnologue (2002). Usa o alfabeto latino.. As mulheres são monolíngues em urarina. Muitos dos homens são bilíngues em espanhol. A alfabetização dos falantes é menor que 1% em Urarina e menor que 5% em espanhol. Já existe uma gramática.

## Escrita
A língua Urarina usa um forma própria do alfabeto latino que tem as vogais 'A, E, I, U e as consoantes B, D, Fw, H, Hj, K, Kw, L, M, N, Ng, P, R, S, Sh, T, Ts.

## Amostra de texto
Ita rijiicha itolere cacha. Aihana jaun, ita belaain, naojoain neuruhine laurilaurichuru nenacaauru aina itolere cachaauru.
Português
Todos os seres humanos nascem livres e iguais em dignidade e direitos. São dotados de razão e consciência e devem agir em relação uns aos outras com espírito de fraternidade. (Artigo 1° - declaração Universal dos Direitos Humanos)

## Vocabulário
Alguns nomes de plantas e animais na língua urarina (Olawsky 2007):
| Urarina         | Português                 | Espanhol Amazônico     | Inglês                          | Nome científico                       | Família                  |
| --------------- | ------------------------- | ---------------------- | ------------------------------- | ------------------------------------- | ------------------------ |
| aʉeno           |                           | sacha culantro         | (coriander-like herb)           | Eryngium foetidum                     | Apiaceae                 |
| aari            | balsa                     | topa                   | balsa wood tree                 | Ochroma pyramidale                    | Bombacaceae              |
| aari            |                           | arambaza               | (type of bee)                   |                                       |                          |
| aaĩ             | jaguarundi                | otorongo               | jaguar                          | Felis yagouaroundi                    |                          |
| aerana          | samaúma                   | pucalupuna             | lighthouse tree (type)          | Ceiba pentandra (type)                |                          |
| ahai ɲe         | pirarucu                  | paiche                 | giant arapaima (fish)           | Arapaima gigas                        | Arapaimidae              |
| ahariri         | tambaqui                  | gamitana               | tambaqui (fish)                 | Colossoma macropomum                  | Characidae               |
| ahjaʉi          | uva-do-mato               | uvilla                 | (type of tree)                  | Pourouma cecropiifolia                | Moraceae                 |
| ahjaaone        |                           | santa maria            | (type of pepper plant)          | Piper peltatum                        | Piperaceae               |
| ajtɕuhiri       | tatu-canastra             | armadillo grande       | giant armadillo                 | Priodontes maximus                    |                          |
| akʉaraa         |                           | pona                   | white nist palm                 | Dictyocaryum ptarianum                | Arecaceae                |
| akaa            |                           | toé                    | angel trumpet vine, datura      | Brugmansia sp.                        | Solanaceae               |
| akii            |                           | camote                 | morning glory (vine)            | Ipomoea sp.                           | Convolvulaceae           |
| alaa            | buriti                    | aguaje                 | swamp palm                      | Mauritia flexuosa                     | Palmae                   |
| alaaeri         | abiu                      | caimitu                | yellow star apple (tree)        | Pouteria caimito                      | Sapotaceae               |
| alajtɕõo        | jararaca                  | jergón                 | South American lancehead snake  | Bothrops atrox                        |                          |
| alau            | coatá                     | maquisapa              | spider monkey                   | Ateles paniscus                       |                          |
| alauihja        |                           | pero caspi             | (type of tree)                  |                                       |                          |
| alõori          | jaó                       | panguana               | tinamou (partridge)             | Crypturellus undulatus                |                          |
| anaahe          | cajá                      | uvos                   | hog plum, yellow mombin (tree)  | Spondias mombin                       | Anacardiaceae            |
| anajsihje       |                           | mucura                 | anamu (herb)                    | Petiveria alliacea                    | Phytolaccaceae           |
| anaue           | sauim                     | pichico                | tamarin (monkey)                | Saguinus spp.                         |                          |
| arauata         | macaco-barrigudo          | choro                  | woolly monkey                   | Lagothrix lagothricha                 |                          |
| aresi ɲe        |                           | mojara                 | type of tetra (fish)            | Acestrocephalus boehlkei              | Characidae               |
| atari           | mutum                     | paufil                 | razor-billed curassow (bird)    | Crax, Mitu                            |                          |
| auri            | japu                      | paucar                 | oriole type (bird)              | Psarocolius sp.                       | Icteridae                |
| baka isitɕi     | teta-de-vaca              | teta de vaca           | (type of plant)                 | Solanum mammosum                      |                          |
| ʤaruba          | peixe-boi                 | vaca marina            | Amazonian manatee               | Trichechus inunguis                   |                          |
| darane          |                           | mojara                 | (type of fish)                  | related to Acestrocephalus boehlkei   | Characidae               |
| duhwa           |                           | cedro masha            | cancharana (tree)               | Cabralea sp.                          | Meliaceae                |
| ejtɕu           | paxiúba                   | cashapona              | stilt palm                      | Socratea exorrhiza                    | Palmae                   |
| elelia, elele   |                           | chevón                 | (type of tree)                  |                                       |                          |
| enʉasoone       |                           | nobia                  | (type of catfish)               | Ageneiosus atronasus                  | Auchenipteridae          |
| esʉ             | ingá                      | shimbillo; guaba       | ice-cream bean (tree)           | Inga edulis                           | Fabaceae                 |
| etoe            | macaco-da-noite           | musmuqui               | owl monkey                      | Aotus nigriceps                       |                          |
| fwafwafwa katʉ  |                           | sapucho; sapo platano  | (type of banana)                | Musa sp.                              |                          |
| fwafwafwa       | arapapá                   | huapapa bird           | boat-billed heron               | Cochlearius cochlearius               |                          |
| fwanara lanahaj | banana (esp.)             | guineo                 | (type of banana)                | Musa sp.                              |                          |
| haja            |                           | mullaca caspi          | (type of tree)                  | Physalis angulata                     |                          |
| hi ɲori         |                           | ?                      | (type of tree)                  |                                       |                          |
| hiriri ɲo       | bagre (esp.)              | bagre                  | (type of catfish)               | Pinirampus pirinampu                  | Pimelodidae              |
| hjaane          | urucum                    | achiote                | annatto (tree, herb)            | Bixa orellana                         | Bixaceae                 |
| hjarana         | cana-flecha               | isana, caña brava      | arrow cane                      | Gynerium sagittatum                   | Graminae                 |
| itɕai           |                           | saeha papa             | (type of tuber)                 | Dioscorea trifida                     | Dioscoreaceae            |
| kahjaʉsi        |                           | cortadera              | (type of herb)                  | Scleria                               | Cyperaceae               |
| kajahuri        |                           | cumala                 | (type of tree)                  |                                       | Myristicaceae - any type |
| kakʉri          | jacamim                   | trompetero             | grey-winged trumpeter (bird)    | Psophia crepitans                     |                          |
| kameranati      | banana (esp.)             | guineo pindorito       | (type of banana)                |                                       |                          |
| kati            | macaco-prego              | mono negro             | dark capuchin monkey            | Cebus apella                          |                          |
| kirimata        | curimbatá                 | boquichico             | tilapia (fish)                  | Prochilodus                           | Prochilodontidae         |
| komokomo        | garça-branca              | comocomo, garza blanca | great egret                     | Casmerodius alba                      |                          |
| kukuri          | tatu-de-rabo-mole-pequeno | carachupa              | Southern naked-tailed armadillo | Cabassous unicinctus                  |                          |
| kurari          | pacu                      | palometa; macane       | silver dollar (fish)            | Mylossoma/Metynnis/Myleus spp.        | Characidae               |
| kuri            |                           | jagua, sacha huito     | (type of tree)                  | Tocoyena williamsii                   | Rubiaceae                |
| kwairi          | ayahuasca                 | ayahuasca              | (type of liana)                 | Banisteriopsis caapi                  | Malpighiaceae            |
| laano           | mandioca                  | yuca                   | cassava; manioc                 | Manihot esculenta                     | Euphorbiaceae            |
| lerano          | peixe-agulha (esp.)       | macana                 | (type of knifefish)             | Adontosternarchus balaenops           |                          |
| meseri          | cubiu                     | cocona                 | peach tomato (bush)             | Solanum sessiliflorum                 | Solanaceae               |
| nekwʉri         | socó-boi                  | puma garza             | rufescent tiger-heron           | Botaurus pinnatus, Tigrisoma lineatum |                          |
| nekwʉʉri        |                           | garabata               | (type of liana)                 | similar to Uncaria spp.               | Rubiaceae                |
| obana           | caititu                   | sajino                 | collared peccary                | Pecari tajacu                         |                          |
| ohwa            | murumuru                  | huicungo               | (type of tree)                  | Astrocaryum murumuru                  | Palmae                   |
| raana           | queixada                  | huangana               | white-lipped peccary            | Tayassu pecari                        |                          |
| rihje           | pupunha                   | pijuayo, pifayo        | peach palm                      | Bactris gasipaes                      | Palmae                   |
| risi ɲe         |                           | chambira               | chambira palm                   | Astrocaryum chambira                  | Arecaceae                |
| ruru            | bugio                     | coto                   | red howler monkey               | Alouatta seniculus                    |                          |
| siria           | piraíba                   | dorado                 | (type of catfish)               | Brachyplatystoma filamentosum         | Pimelodidae              |
| suseri          | saracura                  | unchala                | grey-necked wood-rail (bird)    | Aramides cajanea                      |                          |
| tariatɕa        | tracajá                   | taricaya               | yellow-spotted river turtle     | Podocnemis unifilis                   |                          |
| tururi          |                           | llanchama              | (type of fig tree)              | Poulsenia armata                      | Moraceae                 |
| urwari          | taioba                    | huitina                | arrowleaf (tuber)               | Xanthosoma sagittifolium              | Araceae                  |
| ʃabẽeto         | goiaba                    | guayaba                | (type of tree)                  | Psidium guajava                       | Myrtaceae                |
| ʃeremia         | árvore-do-pão             | pandisho, pan de árbol | breadfruit tree                 | Artocarpus altilis                    | Moraceae                 |
| ʉkʉari          | tamanduá-bandeira         | oso hormiguero         | giant anteater                  | Myrmecophaga tridactyla               |                          |
| ʉkiasi          |                           | renaco                 | fig tree                        | Ficus spp., Coussapoa spp.            | Moraceae                 |
| ʉnee            | jupará                    | kinkajou               | kinkajou                        | Bassaricyon alleni                    |                          |
| ʉrerej          | onça-preta                | otorongo               | jaguar                          | Panthera onca                         |                          |

## Comparação lexical
Alguns paralelos lexicais entre o Urarina e o Leco (Jolkesky 2016):
| Português     | Urarina       | Leco            |
| ------------- | ------------- | --------------- |
| tu            | iː            | ija             |
| aldeia        | nese          | wes             |
| boca          | kahoaha       | korwa           |
| carne         | iniu          | lia             |
| chefe/pai     | baba ‘pai’    | baba ‘chefe’    |
| comer/comida  | ɽoko ‘comer’  | sokˀoʧ ‘comida’ |
| dormir        | sini          | sis-            |
| língua/fígado | lele ‘língua’ | lel ‘fígado’    |
| mulher        | eene          | awini           |
| ouvir         | aona          | ason-           |
| sol           | enoto         | heno            |
| terra         | atane         | tal             |